# Cristianesimo in Tagikistan
Il cristianesimo in Tagikistan è una religione minoritaria. La maggioranza della popolazione del Tagikistan (circa il 96,5%) è di religione islamica. I cristiani rappresentano circa l'1,8% della popolazione e sono in maggioranza ortodossi (circa l'1,6% della popolazione); i protestanti rappresentano lo 0,2% della popolazione, mentre i cattolici sono pochissimi.
La costituzione del Tagikistan sancisce la separazione fra stato e religione e prevede la libertà di religione entro i limiti fissati dalla legge, ma proibisce attività di propaganda che fomentino inimicizia religiosa. La legge vieta l'estremismo religioso, inteso come attività di gruppi religiosi miranti a sovvertire l'ordine pubblico. Tutte le religioni si devono registrare. La legge prevede che le organizzazioni religiose debbano ottenere l'autorizzazione per importare, pubblicare o distribuire materiale religioso; la produzione di materiale religioso è consentita solo alle organizzazioni registrate. Lo stato può bandire le organizzazioni religiose che esercitino attività contrarie alle leggi del Paese. Nella scuola pubblica è previsto l'insegnamento della storia delle religioni; su richiesta dei genitori, gli studenti possono ricevere dai 7 ai 18 anni un'istruzione religiosa complementare, al di fuori dell'orario scolastico, da parte dei gruppi religiosi riconosciuti dallo stato. I minori di 18 anni non possono partecipare a cerimonie religiose pubbliche anche nei luoghi di culto riconosciuti, ad eccezione dei funerali religiosi; possono però partecipare ad attività che facciano parte di un programma di educazione religiosa nelle strutture di organizzazioni religiose autorizzate.

## Confessioni cristiane presenti
- Chiesa ortodossa: in Tagikistan sono presenti la Chiesa ortodossa russa (che è la maggiore denominazione cristiana del Paese) e la Chiesa ortodossa dell'Ucraina; la Chiesa ortodossa russa fa capo all'eparchia di Dušanbe, che è parte del Distretto metropolitano dell'Asia centrale;
- Chiesa cattolica: è presente nel Paese con la missione sui iuris del Tagikistan.  Nel Paese i fedeli cattolici erano nel 2010 poco più di 300;
- Protestantesimo: in Tagikistan sono presenti luterani, battisti, avventisti, metodisti e gruppi cristiani non denominazionali. Una parte dei protestanti tagiki sono originari della Corea e di altri Paesi dell'Asia sud-orientale.

Le principali denominazioni protestanti presenti in Tagikistan sono le seguenti:
- Unione delle Chiese evangeliche battiste del Tagikistan: ha il quartier generale nella capitale Dušanbe: ha 23 chiese affiliate e conta su circa 1.000 membri;[3]
- Chiesa evangelica luterana in Russia, Ucraina, Kazakistan e Asia centrale: è presente nel Paese con una congregazione che ha il quartier generale a Dushanbe;[4]
- Chiesa cristiana avventista del settimo giorno: ha 3 chiese affiliate e circa 300 membri;[5]
- Chiesa metodista coreana: è presente con una missione, inviata nel Paese dopo l'indipendenza a seguito della dissoluzione dell'Unione Sovietica.[6]